# Anerkennung gleichgeschlechtlicher Partnerschaften in den Vereinigten Staaten

Rechtlicher Status gleichgeschlechtlicher Partnerschaften in den Bundesstaaten der USA
Gleichgeschlechtliche Ehe
Der aktuelle Stand der gleichgeschlechtlichen Ehe ist kompliziert.

Die rechtliche Anerkennung gleichgeschlechtlicher Partnerschaften in den Vereinigten Staaten ist zum Großteil auf Ebene der Bundesstaaten geregelt.
Aufgrund des föderalen Aufbaus des politischen Systems der USA und der starken politischen Brisanz des Themas ist die Anerkennung in den einzelnen Bundesstaaten sehr unterschiedlich ausgestaltet: So fällt im US-System die Begründung der Ehe in den alleinigen Zuständigkeitsbereich der Bundesstaaten. Die Rechtsfolgen der Ehe können sich dagegen sowohl im Recht der Bundesstaaten als auch im Recht des Bundes auswirken.
Es gibt verschiedene Arten der Anerkennung gleichgeschlechtlicher Partnerschaften:
- die gleichgeschlechtliche Ehe ist in allen Bundesstaaten, dem District of Columbia sowie den Territorien Guam und Puerto Rico möglich.
- weitere Staaten erlauben eingetragene gleichgeschlechtliche Partnerschaften unter verschiedenen Namen:
  - Civil Union (dt. etwa „privatrechtliche Vereinigung“, „Zivilpakt“)
  - Domestic Partnership (dt. „Häusliche Partnerschaft“)

Ursprünglich bezeichnete der Begriff Civil Union ein Rechtsinstitut, das der Ehe weitestgehend gleichgestellt war und den eingetragenen Partnerschaften ähnelte, die in vielen europäischen Ländern eingerichtet wurden (u. a. in der Schweiz).
Dagegen waren Domestic Partnerships mit erheblich weniger Rechten und Pflichten ausgestattet. Da aber mittlerweile fünf Staaten mit Domestic Partnerships – Kalifornien, Oregon, Washington, Nevada und Colorado – ihre Gesetzgebung ausgeweitet und die Häuslichen Partnerschaften weitgehend der Ehe angeglichen haben oder die Ehe dort geöffnet haben, ist diese inhaltliche Begriffsunterscheidung nicht mehr allgemein möglich.

## Politische Situation
Die rechtliche Anerkennung gleichgeschlechtlicher Partnerschaften ist eines der umstrittensten Themen in der US-amerikanischen Gesellschaft. Liberale und konservative Gruppen treten z. T. sehr emotional für die jeweilige Seite ein. Die Auseinandersetzungen finden dabei vor Gericht, in den Parlamenten und an der Wahlurne statt. Zu den Gruppen, die sich landesweit für eine Anerkennung einsetzen, zählen die Bürgerrechtsorganisationen ACLU und Lambda Legal. Zu den Organisationen, die gegen eine rechtliche Anerkennung sind, gehören viele christliche Kirchen sowie private Einrichtungen, wie der Family Research Council oder der Alliance Defense Fund.
Allgemein spielt Religion im täglichen Leben eine größere Rolle als in Europa (sog. Zivilreligion). Aktuellen Statistiken zufolge sind fast 80 % der US-Amerikaner Christen. Auch der gewachsene Einfluss der Religiösen Rechten während der Amtszeit von George W. Bush spielte eine Rolle.
Die Anerkennung gleichgeschlechtlicher Partnerschaften wird oft mit anderen Bürgerrechtsfragen verglichen, wie der Abschaffung der Sklaverei 1865, der Einführung des Frauenwahlrechts 1920 oder der landesweiten Legalisierung der Ehe zwischen verschiedenen Rassen im Jahre 1967.
Die gleichgeschlechtliche Ehe war bis 2015 in den meisten Bundesstaaten gesetzlich (sog. statutory law) verboten. In dreißig Bundesstaaten war das Verbot in der Verfassung verankert. Die Verbote verletzen nach Urteil des Obersten Gerichtshofs der Vereinigten Staaten (Obergefell v. Hodges) die Verfassung der Vereinigten Staaten.
Vorher war das Land war in dieser Hinsicht geografisch unterteilt. Im traditionell liberalen Neuengland hatten zuerst alle sechs Bundesstaaten die Ehe für gleichgeschlechtliche Paare geöffnet. Auch der restliche Nordosten gilt als homofreundlich. In den Staaten der Westküste gab es dann in Kalifornien und in Washington gleichgeschlechtliche Ehen und in Hawaii, Oregon und Nevada eingetragene Partnerschaften. Dagegen gab es bis 2015 in den religiös-konservativen Südstaaten, den dünn besiedelten Mountain States, sowie Teilen des Mittleren Westens verfassungsrechtliche Verbote gleichgeschlechtlicher Partnerschaften.
Parteipolitisch wird die gleichgeschlechtliche Ehe von vielen Demokraten unterstützt (z. B. Barack Obama, Edward Kennedy, Nancy Pelosi, Gavin Newsom), eingetragene Partnerschaften von einigen Demokraten (z. B. Hillary Clinton, John Edwards, Howard Dean) und vielen (moderaten) Republikanern (z. B. Rudy Giuliani, Mary Jodi Rell) unterstützt. Gegen eine Anerkennung in jeglicher Form sind vor allem konservative Republikaner. In der Agenda der Regierung des Präsidenten Barack Obama waren gleich mehrere Verbesserungen für homosexuelle Paare vorgesehen. Laut Agenda der Demokraten wurden die Rechte von eingetragenen Partnerschaften auch auf Bundesebene in den Vereinigten Staaten ausgebaut.

## Anerkennung auf Bundesstaatenebene

### Gleichgeschlechtliche Ehe
Der erste Versuch, die gleichgeschlechtliche Ehe zu legalisieren, fand 1972 statt. Im Verfahren Baker v. Nelson entschied der Oberste Gerichtshof Minnesotas, dass die Ehe in diesem Bundesstaat als Verbindung zwischen Mann und Frau definiert ist. Die Revision wurde vom Obersten Gerichtshof der Vereinigten Staaten „mangels einer grundsätzlichen bundesrechtlichen Frage“ nicht zur Entscheidung angenommen.
Als erster US-Präsident sprach sich im Mai 2012 Barack Obama für eine Legalisierung aus, nachdem sich erst am Vortag in North Carolina ein Referendum mit 61 Prozent gegen die Legalisierung ausgesprochen hatte. Am 26. Juni 2015 erklärte der Oberste Gerichtshof der Vereinigten Staaten die gleichgeschlechtliche Ehe in allen Bundesstaaten für zulässig (Obergefell v. Hodges).

#### Massachusetts
In Massachusetts können Homosexuelle aus Staaten, die die gleichgeschlechtliche Ehe zulassen, seit dem 17. Mai 2004 getraut werden. Bewohner anderer Staaten können seit dem 31. Juli 2008 heiraten.
In den ersten zwölf Monaten gaben sich knapp 6.200 homosexuelle Paare das Ja-Wort (allein 2004: 6.095 Paare; zum Vergleich: 18.000 Homoehen im bevölkerungsreicheren Kalifornien von der Zulassung im Juni 2008 bis zum Verbot im November des Jahres). In den Jahren 2006 und 2007 pendelte sich die Zahl bei jährlich etwa 1.500 Homoehen ein, was 4 % der Ehen in Massachusetts entspricht. Insgesamt wurden von Mai 2004 bis November 2008 11.000 homosexuelle Ehen geschlossen. Die Scheidungsraten in Massachusetts blieben konstant und liegen weiterhin US-weit auf dem niedrigsten Stand.

##### 2004–2008: Ehen für Bewohner von Staaten, die diese Ehen zulassen
Im Rechtsstreit Goodridge v. Department of Public Health entschied der Oberste Gerichtshof von Massachusetts am 18. November 2003, dass es verfassungswidrig sei, gleichgeschlechtlichen Paaren die Ehe zu verweigern. Das Gericht ordnete an, dass das Familienrecht entsprechend geändert werden müsste, andernfalls würde die Änderung nach einer Frist von 180 Tagen automatisch rechtskräftig werden.
Eine im Februar 2004 durchgeführte Umfrage ergab, dass 53 % der Befragten die Homo-Ehe ablehnten, aber 60 % das Rechtskonstrukt der Civil Union (ähnlich der eingetragenen Partnerschaft mancher europäischer Staaten: siehe unten) unterstützten. 71 % der Befragen befürworteten eine Entscheidung durch die Wähler, nicht durch Judikative oder Legislative. Zu diesem Zeitpunkt erlaubte in den USA nur das benachbarte Vermont (seit 2000) eine Civil Union.
Nach vier Tagen intensiver Debatten über einen Zeitraum von sechs Wochen stimmte der General Court (Senat und Repräsentantenhaus, d. h. die Legislative) von Massachusetts am 29. März 2004 mit 105 zu 92 Stimmen für eine Verfassungsänderung, die in Massachusetts die Civil Union einführen, aber die gleichgeschlechtliche Ehe verbieten würde. Für eine Verfassungsänderung bedurfte es danach noch einer erneuten Abstimmung des General Court im Folgejahr und eines Volksentscheids 2006.
Der damalige republikanische Gouverneur Mitt Romney, der sich gegen die Homoehe ausgesprochen hatte, setzte sich dafür ein, beim Gericht eine Aussetzung des Urteils und damit der 180-Tage-Frist zu beantragen. Diesen Antrag durfte allerdings per Gesetz nur der demokratische juristische Vertreter des Staates von Massachusetts bzw. oberste Rechtsberater der Regierung, Thomas F. Reilly, stellen. Reilly, der sich ebenfalls gegen gleichgeschlechtliche Ehen ausgesprochen hatte, lehnte diesen Schritt aber trotz – rechtlich irrelevanter – Bitten des Gouverneurs ab und äußerte, „das Volk“ – d. h. der Volksentscheid 2006 – sollte die Frage entscheiden. Am 15. April ersuchte Romney die Legislative daraufhin um die außergewöhnliche Berechtigung, selbst das Gericht für die Urteilsaussetzung anrufen zu dürfen. Der General Court gestattete dies jedoch nicht. Nach Ablauf der 180 Tage wurde das Gerichtsurteil am 17. Mai 2004 rechtskräftig, und Romney wies die Standesämter an, Ehelizenzen an gleichgeschlechtliche Paare auszugeben.

##### Seit 2008: Ehe ohne Einschränkungen
Bereits vor der Rechtskräftigkeit des Gerichtsurteils am 17. Mai 2004 hatte Gouverneur Romney allerdings mit dem oft zitierten Ausspruch, Massachusetts solle nicht das „Las Vegas der Homo-Ehe“ (d. h. ein Reiseziel für Heiratstouristen) werden, auf ein von 1913 stammendes Gesetz hingewiesen: Abschnitt 11, Kapitel 207, Titel III, Teil II (Section 11 Chapter 207 Title III Part II) der Massachusetts General Laws verbot Eheschließungen von Einwohnern jener Bundesstaaten, in denen die geschlossene Ehe nicht legal war. Das Gesetz war im 20. Jahrhundert benutzt worden, um Angehörigen unterschiedlicher Rassen die Eheschließung in Massachusetts zu verbieten, sofern ihre Heimatstaaten gemischte Ehen nicht anerkannten. Nun führte das Gesetz de facto dazu, dass Einwohner anderer Bundesstaaten in Massachusetts keine Homoehe schließen konnten.
Nach gut einem Jahr hatten etwa 6.600 Homosexuelle ihr Recht auf Eheschließung genutzt, als der General Court am 14. September 2005 erneut über die geplante Verfassungsänderung abstimmte. Nach nur zweistündiger Debatte fiel das Ergebnis diesmal mit 157 zu 39 deutlich für die Unterstützung der gleichgeschlechtlichen Ehe aus. Damit war das ursprüngliche Vorhaben einer Verfassungsänderung gescheitert. Zwar gab es neue Volksentscheidspläne, gleichgeschlechtliche Verbindungen einschließlich der Civil Union entweder völlig abzuschaffen (Dezember 2005) oder aber eine Dreiviertelmehrheit für ihre Abschaffung zu erfordern, d. h. die Homo-Ehe zu stärken (Mai 2007). Bisher ist aber keins der beiden Vorhaben zur Abstimmung gelangt.
Nachdem 2008 die Homo-Ehe in Kalifornien allgemein – d. h. unabhängig vom Wohnsitz – vorübergehend legalisiert worden war, signalisierten alle politischen Entscheidungsträger in Massachusetts ihren Willen, das Gesetz von 1913 abzuschaffen. Am 15. Juli 2008 stimmte der Senat von Massachusetts einstimmig und ohne vorherige Diskussion gegen das Gesetz. Am 29. Juli folgte das Repräsentantenhaus des Bundesstaates, das sich nach 45 Minuten Diskussion mit 118 gegen 35 Stimmen für die Aufhebung des Gesetzes aussprach. Durch ein beschleunigtes Verfahren (emergency preamble) konnte der mittlerweile amtierende Gouverneur Deval Patrick, noch vor der sonst üblichen 90-Tages-Frist für das Inkrafttreten von Gesetzen, bereits am 31. Juli 2008 die Gesetzesvorlage unterzeichnen, um das Gesetz von 1913 aufzuheben.
Die Gruppe Mass Resistance, die sich gegen Homosexuellenrechte in Massachusetts engagiert und vom Southern Poverty Law Center als Hate Group (etwa: Hass und Diskriminierung verbreitende Gruppe) eingestuft wird, setzte sich daraufhin dafür ein, bei den nächsten Präsidentschaftswahlen 2012 einen Volksentscheid über das Gesetz von 1913 durchzuführen. Die Gruppe reichte am 13. August des Jahres die Unterlagen beim Secretary of State des Staates ein, um eine Petition für die Durchführung eines Volksentscheids zu beginnen; etwa 32.000 Unterschriften waren dafür erforderlich. Ende Oktober reichte die Gruppe 11.000 gesammelte Unterschriften beim Secretary of State ein und setzte sich nicht weiter für die Petition ein. Unter anderem hatten die katholische Kirche und die Organisation Massachusetts Family Institute – zwei der Organisationen, die sich für eine Verfassungsänderung gegen die Homoehe eingesetzt hatten – die Petition nicht unterstützt. Der Versuch von Homoehe-Gegnern, bei den Wahlen im November 2008 mehr Gleichgesinnte in den General Court zu wählen, scheiterte. Stattdessen erhöhte sich die Zahl der Befürworter um drei Abgeordnete auf 158 von 200 Abgeordneten.

#### Kalifornien

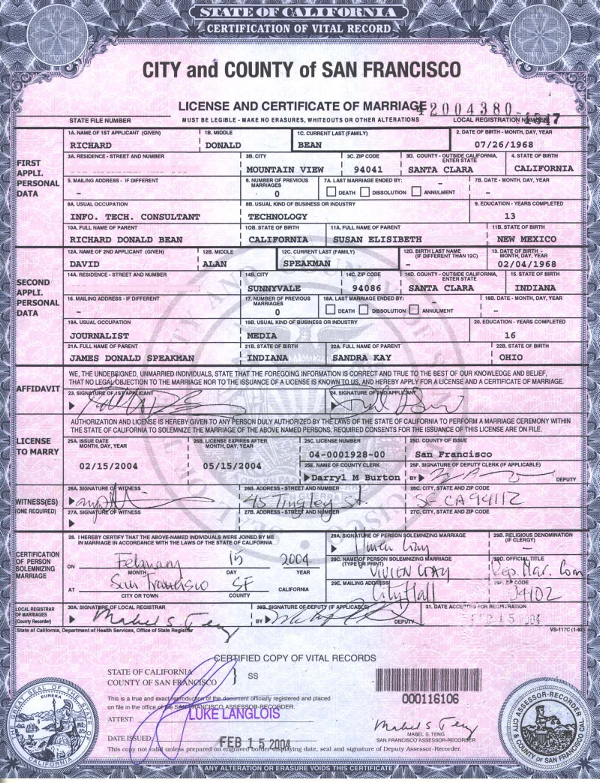
Urkunde einer 2004 in San Francisco geschlossenen gleichgeschlechtlichen Ehe

Seit 1999 steht in Kalifornien Paaren, bei denen mindestens ein Partner 62 Jahre oder älter ist, das Institut der Häuslichen Partnerschaft (engl. Domestic Partnership) offen.
Außerdem waren gleichgeschlechtliche Ehen in der Vergangenheit zeitweilig zulässig: Im Winter 2004 konnten Homoehen in San Francisco, vom 16. Juni 2008 bis zum 4. November 2008 im ganzen Staat geschlossen werden. Die 2004 geschlossenen Ehen wurden allerdings noch im gleichen Jahr für unwirksam erklärt, während die 2008 eingegangenen Ehen ihre Gültigkeit behielten.
Gleichgeschlechtliche Ehen waren von November 2008 bis Juni 2013 in Kalifornien nicht erlaubt, mehrere Gerichtsverfahren gegen das Verbotsverfahren waren anhängig und führten am 26. Juni 2013 zur Bestätigung der Verfassungswidrigkeit des Referendums von 2008 und zur erneuten Zulassung gleichgeschlechtlicher Ehen in Kalifornien.

##### Verbot der gleichgeschlechtlichen Ehe seit 1977/1992, Häusliche Partnerschaft ab 1999
1977 wurde in Kalifornien Act No. 67 (Gesetz Nr. 67) verabschiedet, um in den §§ 4100 und 4101 des kalifornischen Zivilgesetzbuchs (California Civil Code) klarzustellen, dass eine Eheschließung nur zwischen einem Mann und einer Frau möglich sei. Beide Paragraphen wurden 1992, als das kalifornische Familiengesetzbuch (Family Code) verabschiedet wurde, unverändert als §§ 300 und 301 in das Familiengesetzbuch aufgenommen.
Bereits in den achtziger Jahren wurde auf kommunaler Ebene die Anerkennung gleichgeschlechtlicher Lebenspartnerschaften diskutiert, besonders weil mehrere Kommunen Lebenspartner ihrer Beschäftigen mitversichern; mangels staatlicher Versicherungen standen homosexuellen Lebenspartnern hingegen nur teure private Versicherungen offen. Mitte der achtziger Jahre erließen daher die Städte West Hollywood (1985), Berkeley (1985) und Santa Cruz Regelungen, die gleichgeschlechtlichen Partnerschaften zumindest einige Rechte, insbesondere hinsichtlich Versicherungen, zuerkannten; 1989 folgte San Franciscos Board of Supervisors (ähnlich einem Stadtrat auf County-Ebene) mit einer Regelung, die gleichgeschlechtliche Partnerschaften (heterosexuellen) Ehen gleichstellte.
1995 (Assembly Bill 627), 1997 (Assembly Bill 54/Murray-Katz Domestic Partnership Bill) und 1999 (Senate Bill 75) wurde im kalifornischen Parlament über jeweils sehr ähnliche Gesetzesvorhaben zur Anerkennung von zivilrechtlichen Partnerschaften abgestimmt, die auch gleichgeschlechtliche Paare umfassen sollten; 1997 stimmte das Parlament für ein Gesetzesvorhaben (Assembly Bill 1059), das Versicherungsleistungen für gleichgeschlechtliche Partner des Versicherten ermöglicht hätte, gegen das aber der damalige Gouverneur Pete Wilson sein Veto einlegte.
1999 wurde schließlich in der Amtszeit von Gouverneur Gray Davis ein Gesetzentwurf (Assembly Bill 26) für Häusliche Partnerschaften (engl. Domestic Partnerships) für Paare umgesetzt, bei denen mindestens ein Partner 62 Jahre oder älter ist. Es war das erste Gesetz über Domestic Partnerships in den USA. Das ursprüngliche Rechtskonstrukt umfasste nur wenige Rechte, wurde in den folgenden Jahren aber stark erweitert. Noch heute (Stand März 2009) unterscheidet es sich aber von der Ehe beispielsweise durch die Altersvorgabe, das Erfordernis einer gemeinsamen Wohnung und Einschränkungen der Versicherungsleistungen für den Partner des Versicherten, obgleich § 297.5 a Häuslichen Partnern u. a. die gleichen Rechte und Pflichten wie Ehegatten verleiht.

##### Volksabstimmung 2000: keineAnerkennungder gleichgeschlechtlichen Ehe
Die §§ 300–301 des Familiengesetzbuchs erlaubten nur Ehen zwischen einem Mann und einer Frau. Allerdings bestimmte § 308 des Familiengesetzbuchs die Anerkennung aller außerhalb Kaliforniens geschlossenen Ehen, sofern sie nach dem Recht des Staates, in dem sie geschlossen wurden, gültig waren. Zwar waren gleichgeschlechtliche Ehen zu diesem Zeitpunkt in keinem Land der Welt zulässig, dennoch sahen Gegner der Homoehe die Regelung als Schlupfloch für außerhalb Kaliforniens geschlossene Ehen an. Im Jahr 2000 wurde daher per Volksabstimmung („Proposition 22“) mit 61,4 % zu 38,6 % der Stimmen der Zusatzparagraph § 308A eingeführt, der die Schließung und Anerkennung von Ehen in Kalifornien auf heterosexuelle Ehen beschränkt.
De facto wurde damit die Regelung von 1977 basisdemokratisch bestätigt.

##### Alleingang von San Francisco: Gleichgeschlechtliche Ehe im Winter 2004

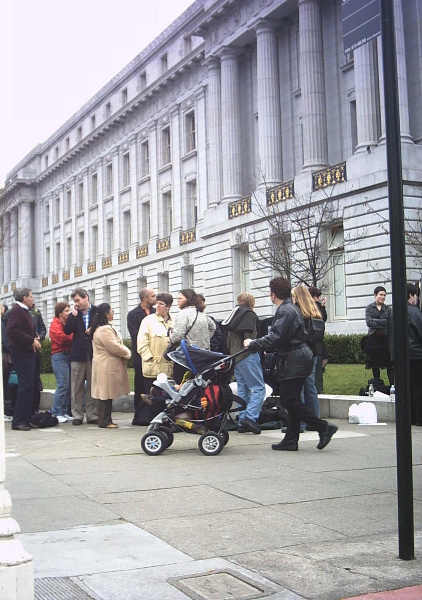
Warteschlange gleichgeschlechtlicher Paare vor dem Rathaus von San Francisco, 15. Februar 2004

Vom 12. Februar bis 11. März ließ der Bürgermeister von San Francisco, Gavin Newsom, unter Verweis auf den Gleichheitsgrundsatz ungefähr 4.000 gleichgeschlechtliche Heiratswillige trauen. Am 11. März unterband der Oberste Gerichtshof Kaliforniens weitere Eheschließungen, um zunächst zu prüfen, ob Newsom das Recht hatte, sich über das staatliche Familiengesetz hinwegzusetzen. Am 12. August des Jahres entschied der Oberste Gerichtshof von Kalifornien in zwei Fällen (Lockyer v. City and County of San Francisco und Lewis v. Alfaro), Newsom habe außerhalb des bestehenden Rechts gehandelt, und erklärte die geschlossenen Ehen für nichtig.

##### Gesetzesvorhaben 2005 und 2006/07 und Gerichtsverfahren 2004–2008
2005 verabschiedeten beide Kammern des kalifornischen Parlaments mit deutlicher Mehrheit ein Gesetz zur Legalisierung der Homoehe. Der amtierende Gouverneur Arnold Schwarzenegger legte umgehend sein Veto ein, wobei er auf die Volksabstimmung aus dem Jahr 2000 verwies, über deren Verfassungsmäßigkeit vor Gericht noch gestritten wurde: „Dieses Gesetz bringt lediglich Verwirrung zu einer Verfassungsfrage. Falls das Verbot der gleichgeschlechtlichen Ehe nicht verfassungskonform ist, ist dieses Gesetz nicht notwendig. Falls das Verbot verfassungskonform ist, ist dieses Gesetz unwirksam.“ Laut Schwarzenegger müssten eine Gerichtsentscheidung oder eine Volksabstimmung die Homoehe einführen.
2006/2007 verabschiedete das neugewählte kalifornische Parlament erneut ein Gesetz zur Legalisierung der gleichgeschlechtlichen Ehe. Schwarzenegger legte gegen das Gesetz erneut sein Veto ein, was er schon früh angekündigt hatte. Er berief sich dabei auf die gleichen Gründe wie 2005 und befand, „dass es die angemessene Lösung dieser Angelegenheit ist, das Gericht über Proposition 22 urteilen zu lassen.“
Kurze Zeit nachdem die 2004 in San Francisco geschlossenen Ehen für nichtig erklärt wurden, beschritten die Stadt San Francisco sowie 15 schwule und lesbische Paare den Rechtsweg. Am 14. März entschied der San Francisco Superior Court in erster Instanz für die Kläger. Dagegen legte der Staat Kalifornien Berufung ein.
Am 10. Juli 2006 entschied ein Berufungsgericht, dass die bestehenden Ehegesetze nicht gegen die Verfassung verstoßen. Daraufhin ging die Stadt San Francisco vor dem Obersten Gerichtshof Kaliforniens in Berufung.

##### Gerichtsentscheid und Volksentscheid: Homoehe 2008
Am 15. Mai 2008 erklärte der Oberste Gerichtshof Kaliforniens mit 4 zu 3 Stimmen die verschiedengeschlechtliche Definition der Ehe in diesem Staat für verfassungswidrig, weil sie die Equal Protection Clause verletze. Am 4. Juni lehnte das Gericht einen Antrag von konservativen Gruppen ab, die Vollstreckung des Urteils bis zu einer Volksabstimmung auszusetzen, woraufhin die ersten Ehelizenzen an gleichgeschlechtliche Paare am 16. Juni ausgegeben werden konnten. Damit wurde Kalifornien neben Massachusetts zum zweiten US-Bundesstaat, der die Ehe für homosexuelle Paare öffnete.
In einem Volksentscheid am 4. November 2008 („Proposition 8“) sprach sich jedoch eine knappe Mehrheit von 52,3 % zu 47,7 % der Abstimmenden (Differenz: 599.602 Stimmen) dafür aus, die Verfassung so abzuändern, dass nur heterosexuelle Verbindungen als Ehe anerkannt werden.
Am 5. November 2008 wurden drei Gerichtsverfahren angestrengt, die den Obersten Gerichtshof Kaliforniens dazu aufforderten, den Proposition 8 für unrechtmäßig zu erklären; der Volksentscheid sei nicht bloß eine Verfassungsergänzung (amendment), sondern eine Verfassungsänderung (revision), womit sie vor der Volksabstimmung von der Legislative befürwortet werden müsste. Der Oberste Gerichtshof hatte in der Vergangenheit zwei Volksentscheide als Verfassungsänderungen beurteilt und für unrechtmäßig erklärt. Juristen sind unterschiedlicher Meinung, ob Proposition 8 vom Gericht als Änderung angesehen werden könnte. Der kalifornische Justizminister Jerry Brown erklärte im März 2009, dass bei diesem Volksentscheid die Mehrheit eine Minderheit in Kalifornien unterdrücken wolle und deshalb der Volksentscheid gegen die Verfassung verstoße. Außerdem befasste sich das Gericht mit der Frage, ob die bereits geschlossenen Ehen weiterhin gültig wären oder durch die Verfassungsergänzung aufgehoben wurden. Am 26. Mai 2009 erklärte der Oberste Gerichtshof mit 6 zu 1 Stimmen den Volksentscheid für verfassungsgemäß und stellte fest, dass die bereits geschlossenen gleichgeschlechtlichen Ehen weiterhin gültig bleiben würden.

##### Ab 2009: Teilweise Anerkennung anderswo geschlossener Homoehen
Durch die vorübergehende Legalisierung der Homoehe in Kalifornien 2008 war einerseits die Frage entstanden, wie mit den Homoehen umgegangen werden sollte, die in diesem Zeitraum in Kalifornien geschlossen worden waren (siehe oben zu ihrer dauerhaften Anerkennung). Außerdem entstand das Problem, ob weiterhin Homoehen als gültig angesehen würden, die zu dieser Zeit außerhalb Kaliforniens geschlossen worden waren. Der Senat von Kalifornien verabschiedete daraufhin ein – von Gouverneur Arnold Schwarzenegger am 11. Oktober 2009 unterzeichnetes – Gesetz, demzufolge Homoehen, die zwischen dem 16. Juni und dem 5. November 2008 außerhalb Kaliforniens geschlossen wurden, in dem Staat als rechtskräftige Ehen gelten.
Darüber hinaus regelt das Gesetz die Anerkennung von gleichgeschlechtlichen Ehen, die nach dem 5. November 2008 außerhalb Kaliforniens geschlossen wurden, d. h. nach jenem Datum, an dem in Kalifornien wieder keine Homoehen eingegangen werden konnten. Solche ab dem 5. November 2008 geschlossenen Homoehen werden per Gesetz in Kalifornien anerkannt, und die Ehepartner erhalten den gleichen Rechtsschutz (legal protections, z. B. Versicherungsprämien) wie heterosexuelle Ehen. Die Ehen werden jedoch offiziell nicht als „Ehen“ (marriage) bezeichnet, womit laut Schwarzenegger dem im Volksentscheid zum Ausdruck gebrachten Wunsch der Bevölkerung entsprochen werde.

##### 2010: Mögliche Volksentscheide und Urteil in San Francisco vom 4. August 2010
Noch bevor die Entscheidung zu Proposition 8 feststand, beantragten zwei Gruppen neue Volksentscheide. Davon hat einer das Ziel, die Verfassungsergänzung wieder rückgängig zu machen, und der andere, das Wort „Ehe“ aus sämtlichen Staatsgesetzen zu streichen. Der Innenminister setzte der ersten Gruppe, „Yes on Equality“, eine Frist bis zum 17. August 2009, um die rund 700.000 erforderlichen Unterschriften zu sammeln. Die entsprechenden Volksentscheide würden im Jahr 2010 abgehalten werden.
Am 4. August 2010 erklärte ein US-Bezirksgericht in San Francisco im Verfahren Perry v. Schwarzenegger den Volksentscheid von 2008 für verfassungswidrig. Der verantwortliche Bundesrichter Vaughn Walker begründete sein Urteil damit, dass Proposition 8 darauf abzielte, in der kalifornischen Verfassung eine Höherwertigkeit verschiedengeschlechtlicher gegenüber gleichgeschlechtlichen Paaren zu schaffen. Der Volksentscheid hindere den Bundesstaat Kalifornien, seine verfassungsrechtliche Verpflichtung zu erfüllen, Ehen auf gleichberechtigter Basis zu ermöglichen und verstoße damit gegen den 14. Zusatzartikel zur US-Verfassung.

##### Urteil des Obersten Gerichtshofs in Washington vom 26. Juni 2013
Am 26. Juni 2013 hob der Oberste Gerichtshof in einer Entscheidung (United States v. Windsor) den Defense of Marriage Act als verfassungswidrig auf und verneinte in einer weiteren Entscheidung (Hollingsworth v. Perry) die Befugnis der Kläger (“standing”) gegen das Urteil des US-Bezirksgerichts in San Francisco, wonach der Volksentscheid von 2008 verfassungswidrig sei. Somit sind auch zukünftig gleichgeschlechtlichen Ehen in Kalifornien wieder möglich.

#### New York
Im Jahr 2003 entschied ein Gericht in New York, dass eine in Vermont geschlossene Zivilehe (siehe unten) in New York insoweit anerkannt werden müsse, dass den Partnern die rechtlichen Vorteile von Ehepartnern zustünden. Am 3. März 2004 veröffentlichte der oberste Rechtsberater der Regierung von New York die „informelle Meinung“, dass New York jedoch keine Heiratslizenzen an homosexuelle Paare ausgeben solle, da das vom Gesetz nicht vorgesehen sei.
Im Jahr 2005 urteilte eine Richterin in erster Instanz, dass New York Homoehen zulassen müsse, das Urteil wurde aber in zweiter Instanz aufgehoben. Im nächsten Jahr entschied das höchste Gericht von New York, dass Homosexuelle kein verfassungsmäßiges Recht auf die Schließung einer gleichgeschlechtlichen Ehe haben (Fall Hernandez v. Robles). Am 1. Februar 2008 entschied ein New Yorker Gericht (Appelate Division, d. h. eine Instanz unter dem höchsten Gericht) im Fall Martinez v. County of Monroe, dass New York außerhalb des Staates geschlossene gleichgeschlechtliche Ehen anerkennen muss; begründet wurde dies damit, dass New York heterosexuelle, außerhalb des Staates geschlossene Ehen auch dann anerkennen würde, wenn ihre Schließung in New York nicht legal gewesen wäre. Daraufhin erließ der Gouverneur David Paterson eine Verordnung, die alle Behörden anwies, ihre Richtlinien entsprechend zu ändern.
Auf Initiative des damaligen Gouverneurs Eliot Spitzer wurde bereits 2007 ein Gesetzvorschlag zur Öffnung der Ehe von der demokratischen Mehrheit im Repräsentantenhaus verabschiedet. Es scheiterte aber im Januar 2008 an der republikanischen Mehrheit im Senat. In der Parlamentswahl im November 2008 errangen die Demokraten eine knappe Mehrheit im Senat (32:30), aber nicht alle Demokraten befürworteten, dass ein Gesetzvorschlag zur Legalisierung der Homoehe zur Abstimmung käme. Ein entsprechender, am 12. Mai 2009 erneut im Repräsentantenhaus verabschiedeter Gesetzvorschlag stand Ende 2009 wieder zur Abstimmung im Senat an; dort wäre die Zustimmung einiger republikanischer Senatoren erforderlich, um den Vorschlag zu verabschieden.
Am 24. Juni 2011 verabschiedete der Senat das entsprechende Gesetz, mit 33 zu 29 Stimmen. Gouverneur Andrew Cuomo unterzeichnete den Marriage Equality Act am selben Tag. Am 24. Juli 2011 fanden die ersten Eheschließungen zwischen gleichgeschlechtlichen Paaren statt.

#### Connecticut: Gerichtsurteil 2008 / Gesetz 2009
Am 10. Oktober 2008 entschied das Oberste Gericht in Connecticut, dass die Ehe für gleichgeschlechtliche Paare geöffnet werden muss. Am 12. November 2008 fanden die ersten Eheschließungen in Connecticut statt. Am 24. April 2009 unterschrieb die Gouverneurin Mary Jodi Rell ein Gesetz, das die Gerichtsentscheidung umsetzt.

#### Iowa: Gerichtsurteil 2009

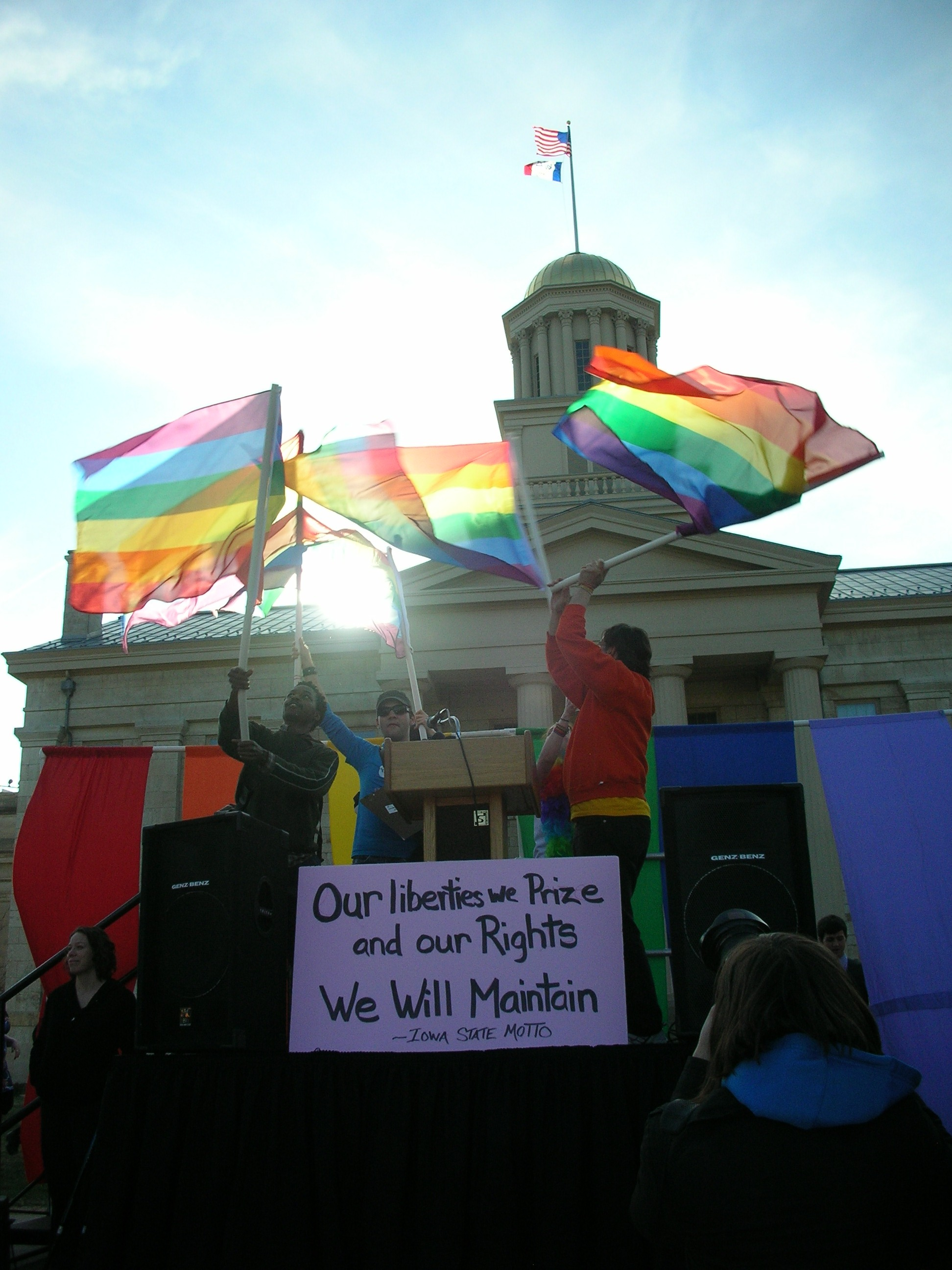
Bei einer Versammlung nach der Gerichtsentscheidung wird ein Plakat mit dem Wahlspruch Iowas gezeigt: „Wir schätzen unsere Freiheiten und werden unsere Rechte bewahren“.

Am 3. April 2009 erklärte der Oberste Gerichtshof des Staates Iowa das Gesetz, das die Ehe als Verbindung zwischen Mann und Frau definiert, einstimmig für verfassungswidrig. Das Gericht führte auch aus, dass ein alternatives Rechtsinstitut für Homosexuelle nicht ausreichend sei. Die Entscheidung trat am 27. April in Kraft.
In einer gemeinsamen Stellungnahme zu dem Urteil betonten die Fraktionsvorsitzenden des Senats und des Repräsentantenhauses die historische Rolle Iowas in Bezug auf Bürgerrechte:
„[…] Iowa war schon immer führend auf dem Gebiet der Bürgerrechte. 1839 wies der Oberste Gerichtshof die Sklaverei zurück, indem er befand, dass ein Sklave namens Ralph frei war, als er den Boden Iowas betrat, 26 Jahre bevor das Ende des Bürgerkrieges die Frage entschied. 1868 urteilte der Oberste Gerichtshof, dass die Rassentrennung nach dem Prinzip „separate but equal“ in Iowas Schulen keinen Platz hätte, 85 Jahre bevor das oberste US-Gericht zu der gleichen Entscheidung gelangte. 1873 urteilte der Oberste Gerichtshof gegen Rassendiskriminierung in öffentlichen Einrichtungen, 91 Jahre bevor das oberste US-Gericht zu der gleichen Entscheidung gelangte. 1869 wurde Iowa der erste Staat im Bund, der Frauen als Rechtsanwälte zuließ. […]“

#### Vermont: Gesetz 2009
Am 7. April 2009 überstimmte das Landesparlament mit einer 2/3-Mehrheit in beiden Kammern das Veto des Gouverneurs, so dass künftig in Vermont die Ehe für gleichgeschlechtliche Paare offensteht. Vermont ist damit der erste US-Staat, in dem die gleichgeschlechtliche Ehe durch eine Gesetzesinitiative geöffnet ist. Das Gesetz trat am 1. September 2009 in Kraft.

#### Maine: Gesetzesversuch 2009
2004 verabschiedete die Legislative in Maine als drittem US-Bundesstaat ein Gesetz, das gleichgeschlechtlichen Paaren das Eingehen einer häuslichen Partnerschaft erlaubt (siehe unten).
Am 6. Mai 2009 unterschrieb der Gouverneur von Maine, John Baldacci, ein Gesetz, das außerdem die Ehe für gleichgeschlechtliche Paare öffnete. Er wurde damit der erste Regierungschef eines Bundesstaates, der ein solches Gesetz unterzeichnete, ohne dass ein Gericht das gefordert hätte; zuvor hatten allerdings schon das Parlament und der Gouverneur von Massachusetts ohne Gerichtsbeschluss ihr Gesetz zur Homoehe ausgeweitet (siehe oben). Das Gesetz billigte Einzelpersonen und religiösen Gruppen weiterhin das Recht zu, gleichgeschlechtliche Paare nicht (z. B. als Pastor) verheiraten zu müssen; im Oktober des Jahres würde außerdem vom obersten Rechtsberater der Regierung von Maine klargestellt werden, dass das Gesetz nicht zu einer Lehrplanänderung (Schulunterricht über schwulen Sex) verpflichte.
Bereits einen Tag nach der Verabschiedung, am 7. Mai 2009, reichten Gegner des Gesetzes die notwendigen Dokumente ein, um per Volksentscheid das Gesetz wieder abzuschaffen. Sobald sie eine ausreichende Anzahl Unterschriften für die Durchführung des Volksentscheids gesammelt hatten, wurde das Gesetz vorläufig ausgesetzt (put on hold). Beim Volksentscheid am 3. November 2009 stimmten 52,8 % (von zunächst 99 % ausgezählten Wahlkreisen) gegen die Homoehe, der Rest dafür. Die Wahlbeteiligung war mit 60 % für die USA, zumal da nicht zugleich Wahlen anstanden, sehr hoch. Damit bestand in Maine wieder nur das Gesetz zur häuslichen Partnerschaft von 2004, das bis 2012 Gültigkeit hatte. Im November 2012 wurde in einem erneuten Referendum diesmal mehrheitlich die Eheöffnung befürwortet. Die Eheöffnung erfolgte in Maine daraufhin am 29. Dezember 2012.

#### New Hampshire: ab 2010
Am 3. Juni 2009 unterzeichnete auch der Gouverneur von New Hampshire, John Lynch, ein Gesetz, das die Ehe für Lesben und Schwule öffnet. Zuvor war es im Senat mit 14 zu 10 und im Repräsentantenhaus mit 198 zu 176 Stimmen beschlossen worden. Damit ist die gleichgeschlechtliche Ehe in vier von sechs Staaten in Neuengland legal. Das Gesetz trat am 1. Januar 2010 in Kraft.

#### District of Columbia: ab März 2010
Mit elf gegen zwei Stimmen hat der Stadtrat von Washington, D.C. am 15. Dezember 2009 der Öffnung der Ehe zugestimmt. Das Gesetz trat am 3. März 2010 in Kraft.

#### Washington
Im Februar 2012 stimmten der Senat von Washington und das Repräsentantenhaus von Washington für eine Öffnung der Ehe. Die demokratische Gouverneurin Christine Gregoire unterzeichnete das Gesetz am 13. Februar 2012. In einem Referendum wurde im November 2012 die Eheöffnung befürwortet.

#### Maryland
Ende Februar 2012 stimmten der Senat von Maryland und das Repräsentantenhaus von Maryland für eine Öffnung der Ehe. Gouverneur Martin O’Malley unterzeichnete am 1. März 2012 das Gesetz zur Eheöffnung.
 In einem Referendum wurde im November 2012 die Eheöffnung befürwortet.

#### Rhode Island
Im April 2013 stimmten der Senat von Rhode Island und das Repräsentantenhaus von Rhode Island für eine Öffnung der Ehe.

#### Minnesota
Im Mai 2013 stimmten das Repräsentantenhaus von Minnesota und der Senat von Minnesota für eine Öffnung der Ehe.

#### Delaware
Im Mai 2013 stimmten der Senat von Delaware und das Repräsentantenhaus von Delaware für eine Öffnung der Ehe.

#### New Jersey
Im Oktober 2013 befürwortete das Oberste Gericht des US-Bundesstaats New Jersey die Öffnung der gleichgeschlechtlichen Ehe im Bundesstaat.

#### Illinois
Im November 2013 befürworteten der Senat von Illinois und das Repräsentantenhaus von Illinois die Öffnung der Ehe für gleichgeschlechtliche Paare im Bundesstaat.

#### Hawaii
Im November 2013 befürworteten der Senat von Hawaii und das Repräsentantenhaus von Hawaii die Öffnung der Ehe für gleichgeschlechtliche Paare im Bundesstaat.

#### New Mexico
Im Dezember 2013 erklärte der höchste Gerichtshof von New Mexico in Santa Fe, dass es nicht verfassungsgemäß sei, schwulen und lesbischen Paaren eine Heirat zu verbieten. Acht der 33 Countys des Staates führten die legale Homo-Ehe bereits im August 2013 ein.

#### Utah
Ein Bundesbezirksgericht erklärte am 20. Dezember 2013 das in der Staatsverfassung Utahs festgeschriebene Verbot der gleichgeschlechtlichen Ehe für unvereinbar mit der Bundesverfassung. Der Berufungsantrag des Attorney General Utahs wurde am 6. Oktober vom Obersten Gerichtshof letztinstanzlich abgelehnt, womit das Urteil rechtskräftig wurde.

#### Oklahoma
Ein Bundesbezirksgericht erklärte am 14. Januar 2014 das in der Staatsverfassung Oklahoma festgeschriebene Verbot der gleichgeschlechtlichen Ehe für unvereinbar mit der Bundesverfassung. Das Urteil wurde zunächst ausgesetzt, ist aber seit dem 6. Oktober 2014 rechtskräftig, da der Oberste Gerichtshof der Vereinigten Staaten einen Berufungsantrag des Staates letztinstanzlich abwies.

#### Kentucky
Ein Bundesbezirksgericht erklärte am 12. Februar 2014 das in der Staatsverfassung Kentuckys festgeschriebene Verbot der gleichgeschlechtlichen Ehe für unvereinbar mit der Bundesverfassung. Das Urteil wurde vorläufig ausgesetzt.

#### Virginia
Ein Bundesbezirksgericht erklärte am 13. Februar 2014 das in der Staatsverfassung Virginia festgeschriebene Verbot der gleichgeschlechtlichen Ehe für unvereinbar mit der Bundesverfassung. Das Urteil wurde vorläufig ausgesetzt, ist aber seit dem 6. Oktober 2014 rechtskräftig, da der Oberste Gerichtshof der Vereinigten Staaten einen Berufungsantrag des Staates letztinstanzlich abwies.

#### Texas
Ein Bundesbezirksgericht erklärte am 26. Februar 2014 das in der Staatsverfassung Texas festgeschriebene Verbot der gleichgeschlechtlichen Ehe für unvereinbar mit der Bundesverfassung. Das Urteil wurde vorläufig ausgesetzt.

#### Michigan
Am 21. März 2014 erklärte ein Bundesbezirksgericht in Michigan das in der Staatsverfassung Michigans festgeschriebene Verbot der gleichgeschlechtlichen Ehe für unvereinbar mit der Bundesverfassung. Seit dem 22. März 2014 ist das Urteil vorläufig ausgesetzt.

#### Ohio
Ein Bundesbezirksgericht in Ohio hat am 14. April 2014 das in Ohio gesetzlich Verbot der gleichgeschlechtlichen Ehe für unvereinbar mit der Bundesverfassung erklärt. Das Urteil wurde vorläufig ausgesetzt.

#### Arkansas
Am 10. Mai 2014 erklärte ein Bundesbezirksgericht in Arkansas das in der Staatsverfassung Arkansas festgeschriebene Verbot der gleichgeschlechtlichen Ehe für unvereinbar mit der Bundesverfassung. Seit dem 16. Mai 2014 ist das Urteil vorläufig ausgesetzt.

#### Idaho
Am 13. Mai 2014 erklärte ein Bundesbezirksgericht in Idaho das in der Staatsverfassung Idahos festgeschriebene Verbot der gleichgeschlechtlichen Ehe für unvereinbar mit der Bundesverfassung. Diese Entscheidung wurde vom Berufungsgericht bestätigt. Einen Antrag an das Supreme Court das Urteil auszusetzen wurde abgelehnt. Am 16. Oktober 2014 folgt infolge der Nichtannahme durch den Supreme Court ebenso nunmehr der Bundesstaat Idaho und öffnete die Ehe.

#### Oregon
Am 19. Mai 2014 erklärte ein Bundesbezirksgericht in Oregon das in der Staatsverfassung Oregon festgeschriebene Verbot der gleichgeschlechtlichen Ehe für unvereinbar mit der Bundesverfassung.

#### Pennsylvania
Am 21. Mai 2014 erklärte ein Bundesbezirksgericht in Pennsylvania, dass im Bundesstaat Pennsylvania die Ehe für gleichgeschlechtliche Paare zu öffnen ist. Obwohl Politiker aus der Republikanischen Partei die Regierung von Pennsylvania aufforderten, gegen das Urteil in Berufung zu gehen, lehnte der republikanische Gouverneur Tom Corbett eine Anfechtung der richterlichen Entscheidung ab.

#### Wisconsin
Am 6. Juni 2014 erklärte ein Bundesbezirksgericht in Wisconsin, dass im Bundesstaat Wisconsin die Ehe für gleichgeschlechtliche Paare zu öffnen ist. Das Urteil wurde zunächst ausgesetzt, ist aber seit dem 6. Oktober 2014 rechtskräftig, da der Oberste Gerichtshof der Vereinigten Staaten einen Berufungsantrag des Staates letztinstanzlich abwies.

#### Indiana
Am 25. Juni 2014 erklärte ein Bundesrichter im Bundesstaat Indiana das Verbot der Eheschließung für gleichgeschlechtliche Paare als verfassungswidrig und hob das Verbot der Eheschließung für gleichgeschlechtliche Paare auf. Das Urteil wurde zunächst ausgesetzt, ist aber seit dem 6. Oktober 2014 rechtskräftig, da der Oberste Gerichtshof der Vereinigten Staaten einen Berufungsantrag des Staates letztinstanzlich abwies.

#### Colorado
Am 9. Juli 2014 erklärte ein Bundesgericht im Bundesstaat Colorado das Verbot der Eheschließung für gleichgeschlechtliche Paare als verfassungswidrig und hob es auf. Seit dem 12. Oktober 2014 sind Eheschließungen in Colorado möglich.

#### Nevada
Am 7. Oktober 2014 erklärte das 9. Bundesberufungsgericht das Verbot der Eheschließung für gleichgeschlechtliche Paare als verfassungswidrig und hob es auf. Seit dem 9. Oktober 2014 ist die Eheschließung für gleichgeschlechtliche Paare in Nevada möglich.

#### West Virginia
Am 10. Oktober 2014 wurde das Verbot der Eheschließung für gleichgeschlechtliche Paare infolge gerichtlicher Entscheidungen als verfassungswidrig aufgehoben.

#### North Carolina
Am 10. Oktober 2014 erklärte das Bundesbezirksgericht das Verbot der Eheschließung für gleichgeschlechtliche Paare als verfassungswidrig und hob es auf.

#### Alaska
Am 12. Oktober 2014 erklärte das Bundesbezirksgericht in Alaska das Verbot der Eheschließung für gleichgeschlechtliche Paare als verfassungswidrig und hob es auf.

#### Arizona
Am 17. Oktober 2014 erklärte das Bundesbezirksgericht in Arizona das Verbot der Eheschließung für gleichgeschlechtliche Paare als verfassungswidrig und hob es auf.

#### Wyoming
Am 17. Oktober 2014 erklärte das Bundesbezirksgericht in Wyoming das Verbot der Eheschließung für gleichgeschlechtliche Paare als verfassungswidrig und hob es auf.

#### Missouri
Am 6. November 2014 erklärte das Bundesbezirksgericht in Missouri das Verbot der Eheschließung für gleichgeschlechtliche Paare als verfassungswidrig und hob es auf.

#### Montana
Am 19. November 2014 erklärte ein Bundesbezirksgericht in Montana das Verbot der Eheschließung für gleichgeschlechtliche Paare als verfassungswidrig und hob es auf.

#### South Carolina
Am 20. November 2014 wurde die Aufhebung des Verbots der Eheschließung durch das Bundesbezirksgericht vom 11. November 2014 rechtskräftig.

#### Mississippi
Ein Bundesbezirksgericht in Mississippi erklärte das in der Staatsverfassung Mississippis festgeschriebene Verbot der gleichgeschlechtlichen Ehe für unvereinbar mit der Bundesverfassung. Seit dem 26. November 2014 ist das Urteil vorläufig ausgesetzt.

#### Kansas
Ein Bundesbezirksgericht in Kansas erklärte am 11. November 2014 das in der Staatsverfassung Kansas festgeschriebene Verbot der gleichgeschlechtlichen Ehe für unvereinbar mit der Bundesverfassung.

#### Florida
Ein Bundesbezirksgericht erklärte im August 2014 das in Florida festgeschriebene Verbot der gleichgeschlechtlichen Ehe für unvereinbar mit der Bundesverfassung. Das Urteil wurde am 6. Januar 2015 rechtskräftig.

#### Alabama
Am 9. Februar 2015 wurde infolge der Nichtannahme einer Revision durch den Supreme Court gegen ein Urteil eines Bundesbezirksgericht in Alabama, die Ehe im Bundesstaat Alabama geöffnet.

#### Territorium Guam
Im US-amerikanischen Territorium Guam wurde im Juni 2015 die Eheöffnung umgesetzt.

#### Territorium Puerto Rico
Im US-amerikanischen Territorium Puerto Rico wurde im Juli 2015 die Eheöffnung umgesetzt.

### Civil Unions
Der erste Bundesstaat, der das Rechtsinstitut der Civil Union einführte, war Vermont im Jahre 2000. In der Entscheidung Baker v. Vermont urteilte der Oberste Gerichtshof Vermonts, dass es verfassungswidrig sei, homosexuellen Paaren die Rechte und Pflichten der Ehe zu verweigern. Das Gericht legte allerdings nicht fest, ob die Ehe geöffnet werden muss oder ob eine gleichwertige Form der Anerkennung geschaffen werden kann. Das Parlament von Vermont entschied sich für die letztere Variante und Gouverneur Howard Dean unterzeichnete das Gesetz am 26. April 2000.
Weitere Bundesstaaten, die Civil Unions einführten, sind Connecticut (2005), New Jersey (2007), New Hampshire (2008), Illinois (2011), Hawaii (2011) , Delaware (2011) und Rhode Island (2011)  sowie Colorado (2013) .

### Domestic Partnerships
Der erste Bundesstaat, der Häusliche Partnerschaften (Domestic Partnerships) einführte, war Kalifornien im Jahre 1999 (siehe ausführliche Darstellung oben).
Weitere Bundesstaaten mit Domestic Partnerships sind der District of Columbia (2002), New Jersey (2004), Maine (2004), Washington (2007; 2009 weiter ausgebaut), Oregon (2007), Maryland (2008, jedoch ohne formale Eintragung in ein Register), Wisconsin und Nevada.

### Reciprocal Beneficiary Relationship und Designated Beneficiary Agreement
Im Jahr 1993 entschied der Oberste Gerichtshof Hawaiis in Baehr v. Lewin, dass es verfassungswidrig sei, homosexuellen Paaren die Ehe zu verweigern. Das Gericht ordnete jedoch nicht sofort die Ausgabe von Ehelizenzen an, sondern gab der Regierung Gelegenheit, sich zu rechtfertigen. Im Jahr 1997 führte Hawaii das erste und bisher einzigartige Rechtsinstitut der Reciprocal Beneficiary Relationship (dt. sinngemäß „Beziehung zur gegenseitigen Nutznießung“) ein. 1998 trat allerdings ein Verfassungszusatz in Kraft, nach dem die Regierung die Ehe auf heterosexuelle Paare beschränken kann. Diese Art der Formulierung ist in den Vereinigten Staaten einzigartig: Ähnliche Verfassungszusätze, die später in anderen Bundesstaaten folgten, enthielten stets ein zwingendes Verbot der gleichgeschlechtliche Ehe.
Seit dem 1. Juli 2009 steht im Bundesstaat Colorado allen unverheirateten Paaren, also auch gleichgeschlechtlichen, ein Rechtsinstitut namens Designated Beneficiary Agreement zur Verfügung. Dabei handelt es sich um eine Form der unregistrierten Partnerschaft, d. h. das tatsächliche Zusammenleben zweier Partner muss u. U. nachgewiesen werden. Im Februar 2013 wurde parlamentarisch der Ausbau des nunmehr registrierten Rechtsinstitutes mit eheähnlichen Rechten parlamentarisch beschlossen.

### Verfassungsrechtliche Verbote

Geschichte des verfassungsrechtlichen Verbotes auf Bundesstaatenebene in den USA.

Nach der Gerichtsentscheidung in Hawaii begannen einige Bundesstaaten, Verfassungszusätze zu verabschieden, die die gleichgeschlechtliche Ehe verbieten. Diese Verfassungszusätze wurden jeweils durch Volksentscheide entschieden und in der Regel mit deutlichen Mehrheiten angenommen.
2008 hatten 30 US-amerikanische Bundesstaaten Verfassungszusätze, die gleichgeschlechtliche Ehen verbieten.
Der erste Bundesstaat, der einen solchen Zusatzartikel einführte, war Alaska im Jahr 1998. Nach der Entscheidung Baker v. Vermont folgten Nebraska (2000) und Nevada (2002).
Nach der Entscheidung Goodridge v. Department of Public Health in Massachusetts setzte eine weitere Welle ein. Es folgten im Jahr 2004: Arkansas, Georgia, Kentucky, Louisiana, Michigan, Mississippi, Missouri, Montana, North Dakota, Ohio, Oklahoma, Oregon, und Utah. Im Jahr 2005 folgten Kansas und Texas, und 2006 Alabama, Colorado, Idaho, South Carolina, South Dakota, Tennessee, Virginia und Wisconsin.
2008 kamen Arizona, Florida und Kalifornien dazu. 2014 wurden diese Verbote durch Gerichtsentscheidungen in einer Reihe US-amerikanischer Bundesstaaten gekippt.
Es gibt zwei Bundesstaaten, in denen die Volksabstimmung über einen Verfassungszusatz scheiterte. Das erste Mal passierte dies in Arizona, wo der Verfassungszusatz sowohl gleichgeschlechtliche Ehen als auch zivile Partnerschaften verbieten wollte. 2008 wurde jedoch ein Verfassungszusatz, der sich auf das Verbot von gleichgeschlechtlichen Ehen beschränkte, mit 56 % Ja gegen 44 % Nein angenommen. Das zweite Mal stimmten die Bürger von Minnesota am 6. November 2012 mit 52,6 % gegen ein verfassungsrechtliches Verbot. Im Mai 2013 wurde in Minnesota die Ehe für gleichgeschlechtliche Paare geöffnet.

### Anerkennung anderswo geschlossener Homoehen
Für Bundesstaaten, in denen Homoehen illegal sind, stellt sich die Frage, ob bzw. inwieweit anderswo geschlossene Homoehen anerkannt werden. Dazu gehören insbesondere gleichgeschlechtliche Ehen im benachbarten Kanada (landesweit legalisiert 2005), im Ausland geschlossene wie auch (seit 2004) legal in anderen US-Bundesstaaten geschlossene Ehen, wie auch im In- oder Ausland eingegangene andere Formen von gleichgeschlechtlichen Partnerschaften.
Die rechtliche Regelung für Homoehen, die in anderen US-Bundesstaaten geschlossen wurden, hat sich zugleich mit der Entwicklung gleichgeschlechtlicher Partnerschaften in den USA herausgebildet: Traditionell sind die Bundesstaaten unter Artikel IV, Sektion 1 der US-Verfassung – der sogenannten Full Faith and Credit Clause – dazu verpflichtet, sich bundestreu zu verhalten und ihre Rechtsinstitute gegenseitig anzuerkennen. Der Oberste Gerichtshof der Vereinigten Staaten erkannte jedoch schon immer eine Ausnahme bei Gesetzen zur sogenannten public policy an, wozu auch die rechtlichen Bedingungen für eine Ehe zählen.
Im Jahr 1996 verabschiedete der US-Kongress mit Unterstützung der Regierung Clinton den Defense of Marriage Act, nach dem kein Bundesstaat verpflichtet ist, gleichgeschlechtliche Ehen aus anderen Bundesstaaten anzuerkennen. Die Verfassungsmäßigkeit des Gesetzes ist umstritten. Je nachdem, wie die Full Faith and Credit Clause ausgelegt wird, ist das Gesetz entweder überflüssig, weil die Ausnahme der public policy greift, oder verfassungswidrig, weil sie Full Faith and Credit und/oder andere Verfassungsbestimmungen verletzt. Bisher ist das Gesetz noch nicht vor dem Obersten Gerichtshof angegriffen worden und niedrigere Instanzen haben es für verfassungsgemäß befunden.
New York war der einzige Bundesstaat, der selbst keine gleichgeschlechtlichen Ehen schloss, aber solche aus anderen Bundesstaaten ausdrücklich anerkannte. Ein Gericht hatte im Februar 2008 entschieden, dass eine in Kanada geschlossene gleichgeschlechtliche Ehe in New York anerkannt werden muss (siehe oben). Die gleiche Situation findet sich seit dem 7. Juli 2009 in Washington, D.C., das keinem Bundesstaat angehört. In Rhode Island und New Mexico bleibt die Lage unklar, da diese Staaten keine spezielle Regelung zu dem Problem erlassen haben. Der oberste Rechtsberater der Regierung von Rhode Island kam in einem Gutachten zu dem Ergebnis, dass gleichgeschlechtliche Ehen aus Massachusetts in Rhode Island anerkannt werden. Dieses Gutachten ist jedoch nicht rechtlich bindend.

### Tabellarische Übersicht
Die folgende Tabelle gibt einen Überblick über die Formen der Anerkennung in den einzelnen Bundesstaaten und Washington, D.C.
| Bundesstaat          | Einführung                              | Art der Anerkennung                                                                | Entstehung durch                                                        | Anmerkungen |
| -------------------- | --------------------------------------- | ---------------------------------------------------------------------------------- | ----------------------------------------------------------------------- | --- |
| District of Columbia | 1992/2002                               | Domestic Partnership                                                               | Gesetz                                                                  | Ursprünglich im Jahr 1992 verabschiedet, konnte das Gesetz wegen Widerstand der republikanischen Kongressmehrheit erst 2002 umgesetzt werden.                                            |
| Hawaii               | 1997                                    | Reciprocal Beneficiary Relationship                                                | Gesetz                                                                  | |
| Kalifornien          | 1999                                    | Domestic Partnership                                                               | Gesetz                                                                  | |
| Vermont              | 2000                                    | Civil Union                                                                        | Gerichtsentscheidung Baker v. Vermont                                   | Zum 1. September 2009 ausgelaufen. Bestehende Civil Unions bleiben jedoch in Kraft. |
| New Jersey           | 2004                                    | Domestic Partnership                                                               | Gesetz                                                                  | |
| Maine                | 2004                                    | Domestic Partnership                                                               | Gesetz                                                                  | |
| Massachusetts        | 2004                                    | Gleichgeschlechtliche Ehe                                                          | Gerichtsentscheidung Goodridge v. Department of Public Health           | |
| Connecticut          | 2005                                    | Civil Union                                                                        | Gesetz                                                                  | Zum 1. Oktober 2010 ausgelaufen. Bestehende Civil Unions bleiben jedoch in Kraft und können in Ehen umgewandelt werden.                                                                  |
| New Jersey           | 2007                                    | Civil Union                                                                        | Gerichtsentscheidung Lewis v. Harris                                    | |
| Washington           | 2007                                    | Domestic Partnership                                                               | Gesetz                                                                  | |
| Oregon               | 2007                                    | Domestic Partnership                                                               | Gesetz                                                                  | |
| New Hampshire        | 2008                                    | Civil Union                                                                        | Gesetz                                                                  | Zum 1. Januar 2010 ausgelaufen. Bestehende Civil Unions können in Ehen umgewandelt werden. Civil Unions, die nicht umgewandelt wurden, werden zum 1. Januar 2011 automatisch umgestellt. |
| New York             | 2008                                    | Anerkennung anderswo geschlossener gleichgeschlechtlicher Ehen                     | Gerichtsentscheidung, Verordnung des Gouverneurs                        | |
| Kalifornien          | 2008, Juni bis November; ab 2013 erneut | Gleichgeschlechtliche Ehe                                                          | Gerichtsentscheidung In re Marriage Cases                               | Im November 2008 durch Volksabstimmung wieder aufgehoben; im Juni 2013 Volksabstimmung verfassungswidrig erklärt vom Obersten Gerichtshof                                                |
| Connecticut          | 2008                                    | Gleichgeschlechtliche Ehe                                                          | Gerichtsentscheidung Kerrigan and Mock v. Commissioner of Public Health | |
| Maryland             | 2008                                    | Domestic Partnership                                                               | Gesetz                                                                  | Es ist kein formales Partnerschaftsregister vorgesehen. |
| Iowa                 | 2009                                    | Gleichgeschlechtliche Ehe                                                          | Gerichtsentscheidung Varnum v. Brien                                    | |
| Colorado             | 2009                                    | Designated Beneficiary Agreement                                                   | Gesetz                                                                  | Es ist kein formales Partnerschaftsregister vorgesehen. |
| District of Columbia | 2009                                    | Anerkennung anderswo geschlossener gleichgeschlechtlicher Ehen und Partnerschaften | Gesetz                                                                  | |
| Wisconsin            | 2009                                    | Domestic Partnership                                                               | Gesetz                                                                  | |
| Vermont              | 2009                                    | Gleichgeschlechtliche Ehe                                                          | Gesetz                                                                  | Das Veto des Gouverneurs wurde vom Parlament überstimmt. |
| Nevada               | 2009                                    | Domestic Partnership                                                               | Gesetz                                                                  | Das Veto des Gouverneurs wurde vom Parlament überstimmt. |
| New Hampshire        | 2010                                    | Gleichgeschlechtliche Ehe                                                          | Gesetz                                                                  | |
| District of Columbia | 2010                                    | Gleichgeschlechtliche Ehe                                                          | Gesetz                                                                  | |
| Illinois             | 2011                                    | Civil Union                                                                        | Gesetz                                                                  | |
| Hawaii               | 2011                                    | Civil Union                                                                        | Gesetz                                                                  | |
| Delaware             | 2011                                    | Civil Union                                                                        | Gesetz                                                                  | |
| New York             | 2011                                    | Gleichgeschlechtliche Ehe                                                          | Gesetz                                                                  | |
| Rhode Island         | 2011                                    | Civil Union                                                                        | Gesetz                                                                  | |
| Washington           | 2012                                    | Gleichgeschlechtliche Ehe                                                          | Gesetz                                                                  | |
| Maine                | 2012                                    | Gleichgeschlechtliche Ehe                                                          | Gesetz                                                                  | |
| Maryland             | 2012                                    | Gleichgeschlechtliche Ehe                                                          | Gesetz                                                                  | |
| Colorado             | 2013                                    | Civil Union                                                                        | Gesetz                                                                  | |
| Rhode Island         | 2013                                    | Gleichgeschlechtliche Ehe                                                          | Gesetz                                                                  | |
| Delaware             | 2013                                    | Gleichgeschlechtliche Ehe                                                          | Gesetz                                                                  | |
| Minnesota            | 2013                                    | Gleichgeschlechtliche Ehe                                                          | Gesetz                                                                  | |
| New Jersey           | 2013                                    | Gleichgeschlechtliche Ehe                                                          | Gerichtsentscheidung                                                    | |
| Illinois             | 2013                                    | Gleichgeschlechtliche Ehe                                                          | Gesetz                                                                  | |
| Hawaii               | 2013                                    | Gleichgeschlechtliche Ehe                                                          | Gesetz                                                                  | |
| New Mexico           | 2013                                    | Gleichgeschlechtliche Ehe                                                          | Gerichtsentscheidung                                                    | |
| Utah                 | 2013                                    | Gleichgeschlechtliche Ehe                                                          | Gerichtsentscheidung                                                    | |
| Oregon               | 2014                                    | Gleichgeschlechtliche Ehe                                                          | Gerichtsentscheidung                                                    | |
| Pennsylvania         | 2014                                    | Gleichgeschlechtliche Ehe                                                          | Gerichtsentscheidung                                                    | |
| Wisconsin            | 2014                                    | Gleichgeschlechtliche Ehe                                                          | Gerichtsentscheidung                                                    | |
| Indiana              | 2014                                    | Gleichgeschlechtliche Ehe                                                          | Gerichtsentscheidung                                                    | |
| Virginia             | 2014                                    | Gleichgeschlechtliche Ehe                                                          | Gerichtsentscheidung                                                    | |
| Oklahoma             | 2014                                    | Gleichgeschlechtliche Ehe                                                          | Gerichtsentscheidung                                                    | |
| Colorado             | 2014                                    | Gleichgeschlechtliche Ehe                                                          | Gerichtsentscheidung                                                    | |
| Nevada               | 2014                                    | Gleichgeschlechtliche Ehe                                                          | Gerichtsentscheidung                                                    | |
| West Virginia        | 2014                                    | Gleichgeschlechtliche Ehe                                                          | Gerichtsentscheidung                                                    | |
| North Carolina       | 2014                                    | Gleichgeschlechtliche Ehe                                                          | Gerichtsentscheidung                                                    | |
| Alaska               | 2014                                    | Gleichgeschlechtliche Ehe                                                          | Gerichtsentscheidung                                                    | |
| Idaho                | 2014                                    | Gleichgeschlechtliche Ehe                                                          | Gerichtsentscheidung                                                    | |
| Arizona              | 2014                                    | Gleichgeschlechtliche Ehe                                                          | Gerichtsentscheidung                                                    | |
| Wyoming              | 2014                                    | Gleichgeschlechtliche Ehe                                                          | Gerichtsentscheidung                                                    | |
| Montana              | 2014                                    | Gleichgeschlechtliche Ehe                                                          | Gerichtsentscheidung                                                    | |
| Missouri             | 2014                                    | Gleichgeschlechtliche Ehe                                                          | Gerichtsentscheidung                                                    | |
| South Carolina       | 2014                                    | Gleichgeschlechtliche Ehe                                                          | Gerichtsentscheidung                                                    | |
| Kansas               | 2014                                    | Gleichgeschlechtliche Ehe                                                          | Gerichtsentscheidung                                                    | |
| Florida              | 2015                                    | Gleichgeschlechtliche Ehe                                                          | Gerichtsentscheidung                                                    | |
| Alabama              | 2015                                    | Gleichgeschlechtliche Ehe                                                          | Gerichtsentscheidung                                                    | |

## Anerkennung auf Bundesebene
Historisch gab es auf Bundesebene nie eine Definition der Ehe und wenn eine Ehe in einem Bundesstaat gültig war, so wurde sie auch von der Bundesregierung anerkannt. Dies änderte sich erst 1996 mit dem Defense of Marriage Act (DOMA; siehe oben), nach dem die Bundesregierung keine gleichgeschlechtlichen Ehen oder andere Rechtsinstitute anerkennen darf. Dies betrifft nicht nur direkte Rechte, sondern beispielsweise auch die bundesweite Volkszählung, wo die Paare im Jahre 2000 als „unverheiratete Partner“ ausgewiesen wurden und für die Volkszählung 2010 im Jahre 2011 die Rohdaten veröffentlicht werden sollten, weil eine Zusammenfassung nicht gestattet war.
Ein von der Regierung George W. Bush unterstützter Zusatzartikel zur US-Verfassung hätte ein verfassungsrechtliches Verbot der gleichgeschlechtlichen Ehe auf Bundesebene geschaffen. Ein entsprechendes Gesetz wurde dreimal im US-Kongress eingeführt und jedes Mal – auch mit den Stimmen vieler republikanischer Abgeordneter – abgelehnt. Zuletzt scheiterte es 2006 im Repräsentantenhaus mit 236 zu 187 Stimmen. Die Regierung von Barack Obama lehnte eine entsprechende Verfassungsänderung ab.
Am 26. Juni 2013 wurde der Defense of Marriage Act vom Obersten Gerichtshof in Washington für verfassungswidrig erklärt. Er wandte dabei die Full Faith and Credit Clause der US-Verfassung an, nach der jeder Bundesstaat das Recht der anderen Staaten anerkennen muss. Auf Bundesebene verletzt das Gesetz den Gleichbehandlungsgrundsatz. Die Rechtsfolge ist in diesem Fall, dass nicht nur die anderen Staaten eine Ehe zwischen gleichgeschlechtlichen Partnern anerkennen müssen, die in einem anderen Bundesstaat nach dessen Recht geschlossen wurde, sondern die Anerkennung erstreckt sich auch auf alle Leistungen der Bundesebene. Daraufhin anerkannte die Regierung Obama im August 2013 gleichgeschlechtliche Paare landesweit im Bereich des gesamten Steuerrechts an. Seitdem ist beispielsweise eine gemeinsame Abgabe der Steuererklärung erlaubt und es gelten die gleichen steuerlichen Vergünstigungen wie für heterosexuelle Ehepaare.
Seit Februar 2014 erhalten homosexuelle Paare, die zum Standesamt gehen, auf Bundesebene in ganzem Land weitere Rechte, unter anderem die gleichen Rechte bei Privatinsolvenzen, bei der Witwenrente, bei Aussageverweigerungsrechten vor den Gerichten und bei Besuchsrechten im Gefängnis.
Seit dem Urteil Obergefell v. Hodges vom 26. Juni 2015 können gleichgeschlechtliche Paare in den Vereinigten Staaten heiraten.

## Sonstige Anerkennung
Der Indianerstamm der Coquille im Bundesstaat Oregon hat 2008 die Ehe für Schwule und Lesben geöffnet. Er ist dabei nicht an das Verbot der gleichgeschlechtlichen Ehe in der Verfassung von Oregon gebunden, weil Bundesgesetze anerkannten Stämme innere Autonomie zuerkennen (sogenannte tribal sovereignty).

## Adoption

Rechtlicher Status von Adoptionen durch gleichgeschlechtliche Paare in Nordamerika
Gemeinsame Adoption legal
unbekannt oder unklar

Zu den Bundesstaaten, in denen gleichgeschlechtliche Paare legal Kinder adoptieren können, zählen bis 2015 Alaska, Arizona, Colorado, Connecticut, Delaware, Hawaii, Idaho, Iowa, Illinois, Indiana, Kalifornien, Maine, Maryland, Massachusetts, Minnesota, New Hampshire, New Jersey, New Mexico, New York, Nevada, North Carolina, Oklahoma, Oregon, Rhode Island, Utah, Vermont, Virginia, Washington, West Virginia, Wisconsin und Wyoming. Ausdrücklich verboten ist gleichgeschlechtlichen Paaren eine Adoption in Mississippi, Ohio, Nebraska und Michigan. Seit dem Urteil des Obersten Gerichtshofes der Vereinigten Staaten von 2015, Obergefell v. Hodges, sind Adoptionen für gleichgeschlechtliche Paare in allen Bundesstaaten legal.
Im Dezember 2008 entschied ein Bundesgericht, dass eine Adoption eines gleichgeschlechtlichen Paares, die in einem Staat legal ist, von einem anderen Staat anerkannt werden muss, auch wenn dieser das verbietet. Rechtliche Grundlage war Artikel IV, Sektion 1 der US-Verfassung, die sog. Full Faith and Credit Clause, nach der rechtskräftige Gerichtsentscheidungen auch über Staatsgrenzen hinweg gültig sind.
Eine 2007 veröffentlichte Studie der University of California in Los Angeles und der Denkfabrik Urban Institute widmete sich den Familien von homo- oder bisexuellen Adoptiv- oder Pflegeeltern. Danach lebten landesweit ca. 65.500 Adoptivkinder und 14.100 Pflegekinder bei mindestens einem homo- oder bisexuellen Elternteil. Homo- und Bisexuelle erzogen damit 4 % der adoptierten und 3 % der Pflegekinder in den USA. Die höchsten Adoptionszahlen homo- oder bisexueller Eltern stammen aus Kalifornien (ca. 16.500 Kinder = 9,8 % aller adoptierten Kinder), gefolgt von New York (ca. 7.000 Kinder = 7 %) und Massachusetts (knapp 6.000 Kinder = 16,4 %); der höchste Anteil lesbischwuler Adoptiveltern wurde in Washington, D.C. mit 28,6 % aller Adoptivkinder (= 758 Kinder) gezählt. Homo- oder bisexuelle Väter und insbesondere Mütter waren im Durchschnitt älter, hatten eine deutlich bessere Bildung und mehr finanzielle Ressourcen (als heterosexuelle Adoptiveltern). Ihre Adoptivkinder waren im Durchschnitt mehrere Jahre jünger, und 14 % von ihnen waren im Ausland geboren (7 % für heterosexuelle Adoptiveltern).
Die Studie untersuchte auch die finanziellen Auswirkungen eines US-weiten Verbots homosexueller Adoptionen: Der Studie zufolge könnte es jährlich zu einer Mehrbelastung des amerikanischen Pflegesystems (foster care system) um 87 bis 130 Millionen US-Dollar führen; als Mehrkosten wurde die verstärkte Suche nach und Finanzierung von Pflegeeltern und aufgrund des generellen Mangels an Pflegeeltern die Unterbringung mancher Kindern in Kinderheimen usw. angenommen. Allerdings berücksichtigt die Hochrechnung beispielsweise nicht, dass 14 % der Adoptivkinder lesbischwuler Eltern (etwa 9.170 Kinder) im Ausland geboren sind; es wird nicht thematisiert, ob die Zahl im Ausland geborener Adoptiv- und Pflegekinder bei Wegfall von Adoptiveltern rückläufig wäre. Generell wird nur unzureichend zwischen leicht vermittelbaren (insbesondere jüngeren) und schwer vermittelbaren (insbesondere älteren) Kindern unterschieden, obwohl homo- und bisexuelle Eltern überdurchschnittlich viele jüngere Adoptivkinder großziehen. Dazu kommt, dass beide Zahlen nicht unabhängig sind, weil vorrangig leicht vermittelbare Kinder aus dem Ausland adoptiert werden. Andererseits setzt die Studie keinerlei Kosten für die zu erwartenden psychologischen Schäden und die Gerichtskosten an, die in den ersten Jahren nach einem Verbot zu erwarten sind, wenn Kinder ihre lesbischwulen Adoptivfamilien verlassen müssten.

## Öffentliche Meinung
Laut einer Umfrage, die vom 22. bis 26. April 2009 von CBS und der New York Times durchgeführt wurde, unterstützen 42 % der US-Amerikaner die gleichgeschlechtliche Ehe und 25 % eingetragene Partnerschaften, während 28 % gegen jegliche Anerkennung sind.
Eine andere Umfrage von ABC News und der Washington Post vom 30. April 2009 zeigte mit 49 % erstmals eine Mehrheit für die gleichgeschlechtliche Ehe gegenüber 46 % dagegen und 5 % ohne Meinung.
Im Jahr 2020 ergab sich ein nochmals stark verändertes Stimmungsbild in einer Umfrage des Meinungsforschungsinstitut PRRI. Demnach unterstützten 70 Prozent der Bevölkerung die Öffnung der Ehe, 28 Prozent waren hingegen dagegen. Die Umfrage stellte deutliche Unterschiede in der Zustimmungsrate in unterschiedlichen politischen Gruppen fest. So wollten etwa 80 Prozent der demokratischen Parteimitglieder gleichgeschlechtlichen Paaren das Recht auf Eheschließung gewähren, aber nur 50 Prozent der republikanischen.